# 溫奇爾西海戰
溫奇爾西海戰（Battle of Winchelsea），又名海上西班牙人之戰（Battle of Les Espagnols sur Mer）是英法百年戰爭期間的一場海戰。發生在1350年8月29日，由英王愛德華三世率領50艘船的艦隊，對上法軍聘請的卡斯提爾王國海軍47艘船，結果由英軍取得勝利，14到26艘卡斯提爾船隻被俘獲，多數沉沒；英軍雖只失去兩艘船，但有大量船員戰死。此戰役和斯魯伊斯海戰、拉羅歇爾海戰並列為百年戰爭三大海戰。

## 背景
自1066年諾曼征服以來，英格蘭的君主在法蘭西內部一直擁有爵位和封地，使他們某種程度上是法蘭西國王的臣屬。數個世紀間，英格蘭在法蘭西的封地經過多次改變，但到1337年，只有剩下西南邊的加斯科涅與北邊的蓬蒂厄。隨著法王腓力六世和英王愛德華三世間的對立加劇，1337年5月24日，法王在巴黎的議會決定以愛德華背棄效忠法王為由，將阿基坦公國，即加斯科涅地區，收回腓力六世手中。這個事件標誌長達116年的英法百年戰爭爆發。
在戰役的初期，英格蘭的海岸線不斷受到法軍的侵襲掠奪。許多海港城鎮如樸茨茅斯、南安普敦、海斯廷斯、普利茅斯，以及許多小港都遭到佔領或摧毀。無數的英格蘭商船、戰船被俘虜。1340年6月，愛德華三世在斯魯伊斯海戰中擊潰法蘭西艦隊，隨後登陸到諾曼地北部，在法蘭西北部發動騎行劫掠作戰。英格蘭海軍同時也沿途俘虜或燒毀大量法軍商船與戰船。此後法蘭西海軍實力大不如前，大幅降低對英格蘭的威脅。隨後，英軍在克雷西會戰徹底擊敗法軍，並佔領重要港鎮加萊。1347年9月雙方簽訂加萊和約，然而戰爭仍透過掠奪或游擊戰持續發生，和約幾乎沒有發生效用。
戰爭並未限制貿易進行，每年有超過1000艘商船由加斯科涅前往英格蘭，載運總量超過一億公升的紅酒。由英格蘭王室徵收的波爾多紅酒超過其他徵收項目的綜合數量，並成為王國最大的收入來源。加斯科涅首都波爾多的人口比倫敦更多，且可能更富有。然而因為法軍入侵導致糧食短缺，加斯科涅必須大量依賴英格蘭的糧食進口。任何固定船運受到阻撓都能造成加斯科涅陷入糧食危機，進而在經濟上癱瘓英格蘭，法蘭西也意識到這件事。

## 戰役前夕

百年戰爭初期的各國狀態，紫色為曾經屬於英格蘭，但被法蘭西收回的封地。

1349年11月，卡斯提爾王室成員暨傭兵夏爾·德·拉·切爾達由法蘭西授予私掠許可，帶領未知數量的船艦由西班牙北部出航。他攔截並掠奪大量英格蘭船隻運載的波爾多紅酒，並將船員殺害。該年末，拉·切爾達帶領47艘載運西班牙羊毛的卡斯提爾艦隊，由拉科魯尼亞前往法蘭德斯地區的斯魯伊斯，在那裏過冬。在航路上又洗劫數艘英格蘭船隻並將船員丟入海中。
1350年初，英法兩國正在磋商更新停戰條約，然而兩國政府同時也在計畫大規模的軍事行動。2月，法蘭西在布魯日的中間人花費兩萬弗羅林雇傭卡斯提爾艦隊。4月，該艦隊封鎖英格蘭在海峽上的港口，法蘭西嘗試將可負擔的船隻與人力投入增援。6月中，停戰協定簽訂，其中特別強調了卡斯提爾艦隊，法王腓力六世因此停止資助艦隊。
卡斯提爾艦隊轉為非法海盜後仍持續騷擾英格蘭。他們在船隻首尾增建木堡，並在桅杆上的瞭望塔擴大戰鬥平台，使船艦成為名符其實的戰船。他們在斯魯伊斯外海建立基地，數百名法蘭德斯冒險者為了掠奪財富加入他們的陣營，大部分被分派為鋼弩手。他們對英格蘭船隻的襲擊被描述為「殘暴的」，為英格蘭海港帶來恐慌。使英軍自諾曼地征服以來第一次在海岸線上佈下防衛線。
8月10日，英王在羅瑟希德宣言正面應戰卡斯提爾艦隊的決心，在肯特郡桑威治集結英軍艦隊。愛德華三世在法蘭德斯有良好的情報網，了解德·拉·切爾達艦隊的組成與出航時間。他決定在8月28日率50艘船由桑威治前往攔截，船體都比卡斯提爾主力船艦小。英王與許多英格蘭高階貴族共同出航，包含愛德華的兩個兒子。船隻載運充足的弓箭手與披甲戰士。

## 戰鬥
8月29日下午，英格蘭艦隊在鄧傑內斯角外海。英王坐在他船上的甲板與騎士和貴族們聆聽吟遊詩人的表演，與年輕約翰·錢多斯的歌唱。午後4時，他們目擊德·拉·切爾達的艦隊順東風朝他們駛來。當瞭望員回報敵人進入視線後，國王和他的戰友們一同喝下戰前酒，擊響戰鼓，命令全軍進入戰鬥狀態。卡斯提爾艦隊分散凌亂，英軍鎖定敵軍集中的24艘船。當時尚未有能有效運用在船艦上的火炮，海戰的進行主要是利用勾索拉近船隻，登船肉搏的接弦戰。為了不讓卡斯提爾艦隊利用風勢繞過他們，英軍艦船也乘上順風，不過將船帆收小讓敵船趕上他們，花費一小時的調動才打響戰局。
英王的旗艦寇格·湯瑪斯號（the Cog Thomas）第一次攻擊卡斯提爾船隻時因為拉得太用力導致船板斷裂，第二次才成功拉住敵船。卡斯提爾軍試圖將巨石從高處平台上砸落，但被英軍弓箭手阻止。英格蘭船隻和卡斯提爾船隻相比顯得十分微小，如當代史家描述：「就像把茅屋跟城堡相比一般。」披甲戰士用登牆梯爬上船隻並掃蕩甲板。愛德華三世由於寇格·湯瑪斯號明顯正在沉沒而更換旗艦。他的兒子黑太子愛德華也遇到類似狀況，在自己的船隻沉沒前幾乎無法攻上甲板。蘭開斯特的亨利從另一側發動攻擊協助他，這激起黑太子軍隊的士氣，最終迫使西班牙人投降。然而投降的船員照傳統被扔進海裡。黑太子與他的軍隊在自己的船沉沒前勉強登上奪下的敵船 。
拉·切爾達的弩手在高台上對嘗試登船的英軍射擊，造成大量英軍傷亡。又高又重的卡斯提爾船艦讓他們能從高處砸落鐵柱或其他重物破壞輕型的英格蘭船隻，帶來嚴重傷害。衝突一直持續到日暮。接近尾聲時，由法蘭德斯人那慕爾的羅伯特指揮，搭載愛德華與他家族的旗艦王廳號（La Salle du Roi）被一艘大型卡斯提爾船拉住並被它拖走。羅伯特的僕從哈內欽登上敵船用劍砍斷主桅上的帆索，讓其他英格蘭船隻追上並俘獲它。
愛德華三世據說捕獲14到26艘敵船，其餘可能沉沒。英軍的損失並未留下紀錄，但從英王和黑太子的船隻沉沒，以及王廳號被拖行的危機來看，英軍艦隊應該也損失慘重。少有士兵被俘虜，死亡或受傷的卡斯提爾人和法蘭德斯人都被丟下海。戰役大部分的過程都可以從英格蘭海岸上目擊，而溫奇爾西附近的懸崖上聚滿觀眾，此戰役因此得名。

## 結果

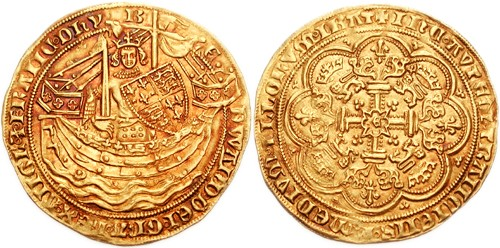
1354年的英格蘭金幣，反面雕刻愛德華三世坐在柯克帆船上，象徵「統治海洋」。

英軍並未追擊存活的卡斯提爾船隻，他們逃向法蘭西港口，加入法蘭西船艦後在秋季持續騷擾英格蘭船隻，直到冬天才撤回斯魯伊斯。接下來的春天英吉利海峽仍然被封鎖，僅有強而有力的護衛船隊才能通過。和加斯科涅的貿易並沒有受到很大的影響，但是商船被迫利用英格蘭西部的港口，大部分離他們貨物的目標市場距離遙遠。編年史家因為有王室親征而歌頌這場戰役，但是歷史學家指出英軍在這場戰鬥也損失慘重，失去不少士兵與船隻。其他人認為這不過是當時許多大規模且艱困的海戰之一，只是因為有重要人物參與才被記錄，強調它對戰爭計畫和戰略大局沒有影響。
夏爾·德·拉·切爾達在戰役中生還，不久後被任命為法蘭西王室統帥。由於和加斯科涅地區的聯繫較為安定，英格蘭在1356年由黑太子愛德華發動一場大規模征服戰，結果法軍在普瓦捷戰役慘敗。愛德華三世持續戰爭，直到1360年簽訂布勒丁尼條約為英格蘭帶來豐碩的成果。
然而和平並不長久，數年後戰爭再度爆發。1372年拉羅歇爾海戰中，卡斯提爾艦隊造成英軍上千人的傷亡，並摧毀幾乎整個英格蘭艦隊，而卡斯提爾軍只有少量損失。

## 歷史紀錄
戰役的主要紀錄來自於尚·傅華薩，在另一段時間曾服侍愛德華三世與他的妻子埃努的菲莉琶，以及那慕爾伯爵。他復述其他當事人告訴他的故事。不過也有其他的紀錄，來自編年史家湯馬士·華星漢與阿維斯伯里的羅伯特，還有更晚期的約翰·史鐸。尼可拉斯·哈里斯·尼可拉斯是第一位在海戰史上研究這場戰役的現代史家。

## 資料來源
- Avesbury, Robert of. . Murimuth, Adam; Thompson, Edward Maunde  (编).  1. London: Longman, Brown, Green, Londmans and Roberts. 1889. OCLC 492928484. |issue=被忽略 (帮助)
- Burne, Alfred. . Ware, Hertfordshire: Wordsworth Editions. 1999. ISBN 978-1840222104.
- Clowes, William Laird.  vol.1. London: Chatham publishing. 1996 [1897]. ISBN 9781861760159.
- Farmer, Sharon. . Philadelphia: University of Pennsylvania Press. 2016. ISBN 9780812293319.
- Froissart, Jean. Luce, Simeon , 编.  vol.1. Paris: Societe de la Histoire de France. 1870.
- Harris, Robin. . Royal Historical Society Studies in History 71. London: Boydell Press. 1994  [2019-02-07]. ISBN 978-0-86193-226-9. （原始内容存档于2022-11-11）.
- Oman, Charles. . London: Greenhill Books. 1998 [1924]  [2019-02-07]. ISBN 978-1-85367-332-0. （原始内容存档于2018-10-20）.
- Prestwich, M. J.M. Roberts , 编. . Oxford: Oxford University Press. 2007-09-13. ISBN 978-0-19-922687-0.
- Rodger, N.A.M. . London: Penguin. 2004. ISBN 9780140297249.
- Sumption, Jonathan. . London: Faber and Faber. 1990. ISBN 978-0-571-20095-5.
- Sumption, Jonathan. . London: Faber & Faber. 1999. ISBN 978-0-571-13896-8.
- 本条目包含来自公有领域出版物的文本: Hannay, David. . Chisholm, Hugh  (编).  9 (第11版). London: Cambridge University Press: 771–772. 1911.

## 延伸閱讀
- MacFarlane, K.B. . Oxford: OUP. 1977. ISBN 978-0198226574.